# Carlos Spencer
Pour les articles homonymes, voir Spencer.

a Compétitions nationales et continentales officielles uniquement.

b Matchs officiels uniquement.
Dernière mise à jour le 2 août 2019.
Carlos Spencer, né le 14 octobre 1975 à Levin (Nouvelle-Zélande), est un joueur de rugby à XV néo-zélandais. Il a joué en équipe de Nouvelle-Zélande et évolue au poste de demi d'ouverture (1,84 m pour 95 kg).
Ce demi d'ouverture très entreprenant, et au jeu débridé fut jusqu'en 2003, barré en sélection par Andrew Mehrtens, au jeu beaucoup plus sobre. Cette année-là, il est choisi pour mener les All Blacks à la victoire en Coupe du Monde. La défaite en demi finale contre les Wallabies (Australie) scellera définitivement son destin en équipe nationale. Bien qu'il réapparût plusieurs fois l'année suivante, il fut peu à peu remplacé par le jeune Dan Carter.
Il est connu pour son audace sur le terrain, à travers des gestes techniques parfois insolites, des coups de pied redoutables et sa percussion dans la défense adverse. Bien qu'il fût doté d'un meilleur flair et d'une meilleure dextérité que son principal rival, Mehrtens, il ne semblait pas disposer du même sens tactique que ce dernier pour lire et contrôler le jeu.
Seuls trois joueurs ont marqué plus de points que lui pour les All Blacks : Grant Fox, Andrew Mehrtens et Daniel Carter. Spencer remporta trois éditions du Super Rugby celles de 1996, 1997 et 2003 ou il forma une ligne arrière magique avec Mils Muliaina et Doug Howlett. King Carlos partit en Angleterre en 2005 pour jouer dans le club de Northampton et mit un terme à sa carrière en 2010 à l'âge de 35 ans.

## Carrière

### En club
- 2005-2009 : Northampton Saints (Guinness Premiership)  Angleterre
- 2009 : Gloucester RFC (Guinness Premiership)  Angleterre

### En province
- 1992-1993 : Horowhenua-Kapiti (Division 1 NPC)  Nouvelle-Zélande
- 1994-2004 : Auckland (Élite NPC)  Nouvelle-Zélande
- 2010 : Golden Lions (Currie Cup Premier Division)  Afrique du Sud

### En franchise
- 1996-2005 : Blues (Super 12)  Nouvelle-Zélande
- 2010 : Lions (Super 14)  Afrique du Sud

### En équipe nationale
Il a honoré sa première cape internationale en équipe de Nouvelle-Zélande le 21 juin 1997 contre l'équipe d'Argentine, inscrivant 33 points à lui seul (2 essais, 1 pénalité et 10 transformations).
Il a aussi joué avec l'équipe des Māori de Nouvelle-Zélande.

## Palmarès

### En franchise
- Vainqueur du Super 12 : 1996, 1997, 2003
- 96 matchs et 608 points en Super 12

### En province
- Vainqueur du NPC : 1993, 1994, 1995, 1996, 1999, 2002, 2003

### En équipe nationale
- Troisième de la Coupe du monde 2003
- Vainqueur du Tri-nations en 1997 et 2003

## Statistiques

### En équipe nationale
Carlos Spencer obtient 35 sélections en équipe de Nouvelle-Zélande entre le 21 juin 1997 à Wellington contre l'équipe d'Argentine et le 7 août 2004 à Sydney contre l'Australie. Il inscrit 291 points, 14 essais, 41 pénalités et 49 transformations. Son bilan avec les All blacks est de 27 victoires, 7 défaites et un nul. Il dispute neuf autres rencontres avec les All Blacks, pour 92 points, 2 essais, 23 transformations, 12 pénalités.
Il participe à quatre éditions du Tri-nations, en 1997, 1998, 2003, 2004, remportant celles de 1997 et 2003. Il dispute 13 rencontres dans cette compétition, inscrivant 153 points, 3 essais, 21 transformations et 32 pénalités,.
Carlos Spencer dispute également une édition de la coupe du monde, en 2003, où la Nouvelle-Zélande termine à la troisième place. Il joue lors de sept rencontres, contre l'Italie, le Canada, les Tonga, le pays de Galles, l'Afrique du Sud, l'Australie et la France, inscrivant 25 points se décompensant en 4 essais, 1 pénalité et 1 transformation.
Il participe à quatre rencontres avec les Barbarians, contre l'Afrique du Sud en 2000, une sélection nommée Australia XV en 2001, l'Angleterre  en 2005 puis 2006. Il inscrit 5 points.